# 高橋晴邦
高橋 晴邦（たかはし はるくに、1946年12月26日 - ）は、日本の元レーシングドライバー。東京都杉並区出身。血液型:RH+A型。

## 人物
1960年代後半から、1970年代前半のオイルショックによるメーカーのモータースポーツ活動縮小に至るまで、約8年という活動期間ながら、トヨタのエースドライバーとしてニッサンの高橋国光・北野元・長谷見昌弘らと数々の名レースを繰り広げた。トヨタ・ワークス・チームの事実上の解散の後、20代でレーサー活動の第一線から退き、その後は1974年（昭和49年）と1975年（昭和50年）のル・マン24時間レースにのみ、日本製マシンのシグマで参戦した。引退直後にビジネス留学のため渡米。帰国後は、東京都内でトヨタの販促関係業務や、自動車関連用品業務を行なっている。1970年代末から1980年代前半にかけてはレーシングチームのオーナーとしても活動した。

## 経歴

### 学生ながら全日本チャンピオン
子供の頃から模型やメカニカルなものが好きな一方、剣道・柔道・水泳、長じてボウリングやビリヤードに熱中し、スポーツ万能であった。高校まで自動車への興味はなかったが、法政大学工学部に進学した後の1965年に初めて船橋サーキットでカーレースを観戦。生沢徹のホンダ・S600と、浮谷東次郎のトヨタ・スポーツ800の対決を直接見たことで衝撃を受けた。これをきっかけにサーキット通いが始まった。
卒業論文のテーマは『人間工学的見地から見た自動車シートの安全性』を発表している。大学2年の1966年（昭和41年）4月、船橋サーキットでの第2回ゴールデンビーチトロフィーにフェアレディ1500で初参戦し、総合5位（クラス2位）になった。ここまでは親に黙ってレース活動をしていたが、出場していることが親に知られ父親の反対に遭い、以後一年間レースには出場しなかった。この期間も両親の説得を続け、父親から条件付きでレース参戦が許される。その条件とは「大学は留年せずに卒業する」、「やる以上は日本一になる」、「30歳までに辞める」という3つであった。1967年（昭和42年）はホンダ・S800で数回参戦し、年内にTMSC(トヨタ・モータースポーツ・クラブ)に加入する。1968年（昭和43年）はTMSCの若手ドライバーとしてトヨタ・カローラを操り、全日本ドライバー選手権T-Ⅰ（ツーリングカー1,300 cc 以下）部門で9戦中7勝してチャンピオンとなる。ミニクーパーSを操る菅原義正とのチャンピオン争いが激化したシーズン後半戦には、トヨタ自販ワークス仕様車の貸与も受けるようになる。当時は、将来の目標としてF1ドライバーになることを夢見ており、ヨーロッパのレーシングスクール宛に入校希望の手紙を書いたこともあったが、トヨタのワークスドライバーを選択する。

### スカイラインGT-Rの初勝利を阻む?
1969年（昭和44年）春の大学卒業も決まり、そのままトヨタ自販ワークスとして契約し、プロドライバーとなる。同年4月、トヨタ・1600GTを駆って出場した第11回全日本クラブマン（富士スピードウェイ・左回りショートコース）では、ニッサン・ワークス（追浜）のブルーバードSSS(黒沢元治と都平健二)を破り優勝。
同年5月の大舞台JAFグランプリのツーリングカー・レースでは、これがデビュー戦となる初代スカイラインGT-R(PGC10)とトヨタ・1600GT勢との対決となり、排気量的に優勢と見られた2,000 cc のスカイラインGT-R勢に対し、1,600 cc の旧型トヨタ・1600GT勢が応戦。主にギア比の設定が明暗を分け、2､3位が日産勢に奪われる中、高橋のトヨタ・1600GTが猛攻を封じて最初にチェッカーを受けた。しかし速度で勝るGT-Rを直線でもブロックしており、これにコース監察の競技役員が走路妨害の疑いを報告し、競技委員会もこれを確認したため、罰則で1周減算され、総合成績は3位 (クラス1位) となった。

### トヨタ7 のドライバーに抜擢
1969年（昭和44年）10月、1969年の日本グランプリメインレースに向けて、トヨタは、新型二座席レーシングカーの5リットルトヨタ・7（セブン）の開発と選手層強化を実施し、自販ワークスに入りたての当時22歳の高橋が他数名とともに抜擢される。それまでの170馬力前後の改造市販車から、一挙に500馬力以上の本格レーシングカーに乗り換えたにもかかわらず、高橋は好タイムを記録し、総勢5台のトヨタ・7で臨む決勝レース(富士スピードウェイ・右回り30度バンクを含むフルコース×120周)で鮒子田寛とコンビを組んだ。しかしレース序盤で鮒子田寛が30度バンク下でスピンし脱落、高橋の出番はなかった。なお決勝レースにおけるトヨタ勢最上位は3位の川合稔。
1年後の1970年10月、日本グランプリはニッサンvsトヨタの戦いが予想されたが、1970年に入ってすぐに排気ガス公害が社会問題となったことを受けて、同年6月、まずニッサンが、続いてトヨタが日本グランプリ欠場を表明し、これを受けて主催者JAFは1970年の日本グランプリ開催中止を決定した。トヨタは開発中だった新型7ターボ（800馬力以上）を北米 Can-Am シリーズ参戦に切り替えようとするが、その8月下旬の記者発表寸前に、鈴鹿でテスト中だった川合稔が事故死する事態となり、トヨタの7プロジェクトはこれを以って全て中止となる。トヨタは、契約ドライバーの福沢幸雄（1969年2月、ヤマハの袋井テストコースで事故死）と川合稔を立て続けに失って社会批判を浴び、1971年（昭和46年）、新たにTMSC-Rというレース活動専門の別会社を設立し、この会社を介して選手と契約を交わす形を採った。また、トヨタ社内のレーシングカー開発部門も大幅に縮小され、以後しばらくセリカ、カローラ、スターレットといった市販車をベースにチューニングを施してのレース活動が中心になる。

### 記憶に残るレース
高橋のレース活動において、上記のGT-R勢との争いの他、1972年（昭和47年）3月、全日本鈴鹿自動車レースでのニッサン・ワークス（高橋国光と都平健二のサニー1200クーペ）vsトヨタ・ワークス（高橋晴邦と久木留博之のカローラクーペ）との激闘、大雨の1973年（昭和48年）7月富士1000km、新型セリカ・リフトバック・ターボを駆り、見崎清志とコンビを組んでの快勝が主に挙げられる。なお後者は日本でのターボエンジン車での初勝利となる。

### スター生沢徹と、シグマでチームメイト
レーシングカーによる日本最高峰のレースシリーズとして1971年（昭和46年）に始まった富士グランチャンピオンレース（富士GC）にも1973年（昭和48年）から参戦を開始し、元トヨタのエンジニアである加藤眞が興した「シグマ・オートモーティブ」から、生沢徹のチームメイトとして参戦。すでにトップスターである生沢を最優先するチーム体制であったが、好タイムをマークする。

### オイルショックの波紋とル・マン24時間挑戦
1973年（昭和48年）の秋に中近東アラブ諸国間の紛争に端を発する石油危機（オイルショック）が発生。世界的にモータースポーツ活動は自粛される傾向が強まった。1974年（昭和49年）2月初旬にはTMSC-Rが活動休止を表明。事実上、トヨタのワークス・レース活動が消滅することになった（再開は約15年後）。海外レースへの挑戦を視野に入れていた高橋のプロレーサーとしての5年余の活動は事実上ここで終了する。オイルショック明けの1974年（昭和49年）7月、富士1000km（ショートコース = 30度バンクを使わない後の標準仕様）では、かつての僚友・鮒子田寛に請われて彼のシェブロン・フォードをドライブし、同コンビが総合優勝し、前年に次いでの富士1000km連覇となる。レーサーとして日本での参戦はこれが最後となった。その後、旧知であるシグマの加藤眞から誘われ、1974年（昭和49年）と1975年（昭和50年）のル・マン24時間レースに参戦。シグマMC74・マツダロータリーを岡本安弘/寺田陽次郎とのトリオで駆った1974年（昭和49年）は、最後まで走ったものの義務周回数不足のため完走扱いにならず。シグマMC75・トヨタターボを鮒子田とのコンビで臨んだ75年はオイルポンプ不調のため前半でリタイアした。

### 引退後
1975年（昭和50年）春、妻子とともに渡米し、約一年半ロサンゼルスにビジネス留学する。1977年（昭和52年）に自動車関連用品の企画開発を行なう企業
「ボクー（Boque）」を設立。後に乗用車用のフロアマット等で知られるカロ（Karo）も設立し、両社の代表取締役社長を務める。1979（昭和54年） - 1982年（昭和57年）にかけてはウォルター・ウルフやマルティーニといったスポンサーを得て、自らレーシングチームの運営を行ない、富士GC/鈴鹿F2/全日本FP選手権などに関谷正徳、鈴木利男、桑島正美、ケケ・ロズベルグ、マイク・サックウェルらを走らせ、好成績を挙げた。若手時代の関谷や鈴木、1982年F1世界チャンピオンとなるロズベルグを起用したことは監督として評価されている。

## 参考資料
- 『日本の名レース100選』vol.016「'73富士1000km」号(イデア/2006年)「今だから語ろう。33年目の真実」
- 『レーシングオン』(グラフィティ)1986年5月創刊号「THE MAN--閃光を放った男たち」
- 『オートスポーツ』(三栄書房)1971年1月号「好敵手」
- 『オートスポーツ』(三栄書房)1972年3月15日号「ぼくのフレッシュマン時代」
- 『オートスポーツ』(三栄書房)1974年4月15日号「人物インサイド」
- 『オートテクニック』(山海堂)1971年12月号「望月修のレーシング・ダイアローグ」
- 『日本モーターレース史』(山海堂/1983年/桂木洋二編)
- 『F1速報プラス』vol.14(イデア/2010年)